# Піккардійська Терція (альбом)
Піккардійська Терція — однойменний дебютний альбом українського колективу Піккардійська Терція.

## Перелік пісень
| #   | Назва                | Тривалість |
| --- | -------------------- | ---------- |
| 1.  | «Старенький трамвай» | 2:41       |
| 2.  | «Талісман»           | 4:44       |
| 3.  | «Там де»             | 4:08       |
| 4.  | «Я поїду»            | 3:01       |
| 5.  | «Богдан»             | 4:55       |
| 6.  | «Валентин»           | 2:38       |
| 7.  | «Туман яром»         | 4:00       |
| 8.  | «Сумна я була»       | 3:08       |
| 9.  | «Гой Гой»            | 1:09       |
| 10. | «Ой, слаба я»        | 3:15       |
| 11. | «Горіла сосна»       | 2:49       |